# Madagaskar
Madagaskar (zastarale Malgašsko), plným názvem Madagaskarská republika, je stát ležící na stejnojmenném ostrově v Indickém oceánu při jihovýchodním pobřeží kontinentální Afriky a na nejbližších přilehlých ostrůvcích. Samotný Madagaskar je největší ostrov v Africe a 4. největší na světě. Od nejbližší pevniny (Mosambik) ho odděluje 400 km široký Mosambický průliv a jeho flóra a fauna je díky dlouhodobé izolaci z 90 % endemická. V širším okolí Madagaskaru se nachází řada ostrůvků pod správou Francie (Réunion, Tromelin, Mayotte, Juan da Nova, Bassas da India aj.) a dále na severozápadě ostrovní stát Komory, severně Seychely a východně Mauricius.

## Dějiny

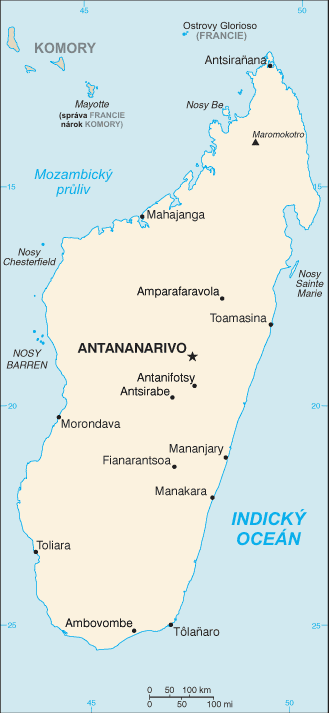
Mapa Madagaskaru

### Rané dějiny
Madagaskar osídlili lidé před více než 10 000 lety. Další obyvatelé Madagaskaru se na ostrov přeplavili na dvojitých kánoích přes Indii a východní Afriku z Indonésie asi před 2000 lety. Lidé z vnitrozemí Afriky se tu usadili později a dnešní obyvatelé (Malgaši) mají smíšený původ. Na centrální vysočině žijí převážně kmeny austronéského původu, např. Merina, Sihanaka a Betsileo, jež mají dominantní ekonomické postavení. Pobřeží obývají tzv. Côtiers, kmeny původem ze subsaharské Afriky. Jejich společný jazyk malgaština je nejpodobnější indonéskému jazyku Maanjanců z Kalimantanu. Zvyky a náboženství včetně uctívání předků je směsí indonéskou a africkou.

### Koloniální období
V 11. století Arabové založili na ostrově první sultanát. Jako první Evropané objevili Madagaskar Portugalci v roce 1500. V 17. století přišli Britové a Francouzi. Kvůli výhodné strategické poloze jevili o ostrov zájem také piráti. Evropští, zejména evangeličtí misionáři vyvíjeli snahu obrátit ostrovany na křesťanství; to se až do poloviny 19. století příliš nedařilo.
V roce 1772 dorazil do Paříže slovenský dobrodruh a cestovatel, hrabě Móric Beňovský, kde zapůsobil na krále Ludvíka XV. Ten mu nabídl místo zástupce Francie na Madagaskaru. V roce 1776 Beňovského na Madagaskaru místní kmenoví náčelníci zvolili za krále Madagaskaru (ampansacabe). Ve stejném roce se vrátil do Paříže, kde byl později na příkaz krále Ludvíka povýšen na generála, byl mu udělen vojenský Řád svatého Ludvíka a dostal doživotní rentu. Roku 1783 se Beňovský obrátil na Velkou Británii, kde požádal vládu o povolení expedice na Madagaskar. V roce 1784 Beňovský pověřil J. H. Magellana svým zastupováním ve všech hospodářských a politických záležitostech na ostrově. V roce 1785 dorazil sám opět na Madagaskar, zorganizoval zde vzpouru domorodců proti francouzské osadě Foulpointe a začal budovat hlavní město s názvem Mauritanie na Cape East (nejvýchodnější bod ostrova). V roce 1786 však rozzlobené francouzské ministerstvo námořnictví poslalo na Madagaskar tajnou výpravu, která 23. května provedla překvapivý útok. Beňovský byl v boji v Mauritanii zabit.
Od 14. století existoval v oblasti vysočiny ve vnitrozemí ostrova stát Imerina, který se během 18. století za krále Andrianampoinimeriny stal hegemonem. Centrem Imeriny bylo Antananarivo (náboženským centrem však byla Ambohimanga), které se později stalo hlavním městem celého ostrova. Ačkoli se králové Imeriny snažili vládnout absolutisticky, svůj vliv si uchovala i lidová shromáždění zvaná Kabary. Imerinská královna Ranavalona I., vládnoucí mezi lety 1830–1861, šíření a vyznávání křesťanství zakázala a dokonce trestala smrtí. Její neteř Ranavalona II. však roku 1869 ke křesťanství konvertovala a podporovala protestantské misie na ostrově. Království Imerina, rozkládající se původně na náhorní plošině, si během 19. století podrobilo většinu ostrova. Roku 1885 byl na ostrově vyhlášen francouzský protektorát a Madagaskar se na dlouho stal  francouzskou kolonií.

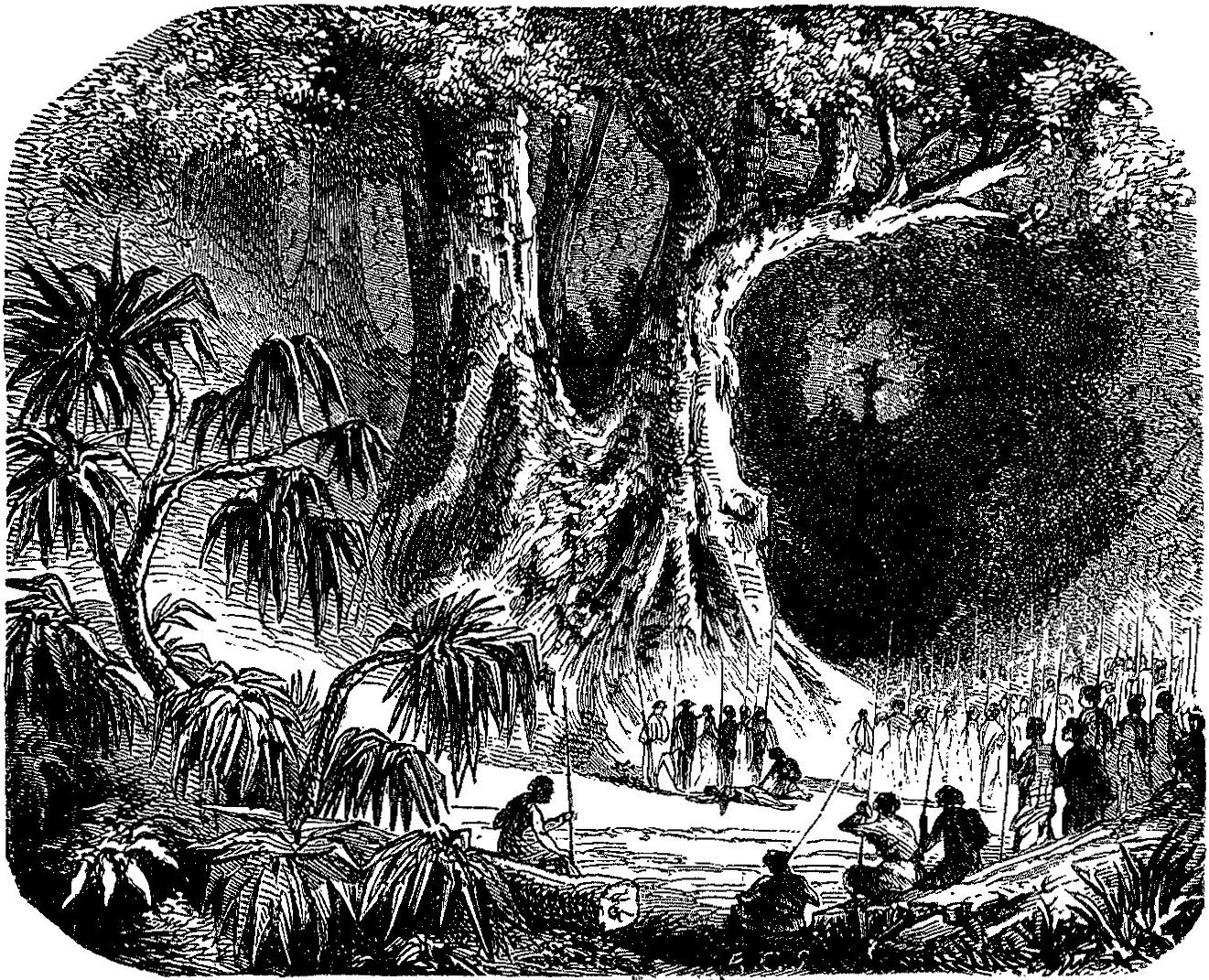
Ordál zvaný tangena, při kterém za vlády královny Ranavalony I. umíralo až 3000 lidi ročně.

Za druhé světové války v roce 1942 se zde odehrála bitva o Madagaskar, ve které Britové porazili správu Vichistické Francie, ustavili vládu Svobodné Francie a získali důležité přístavy. V roce 1947 vypuklo malgašské povstání proti Francouzům, bylo však tvrdě potlačeno. Madagaskar zůstal francouzskou kolonií až do 26. června 1960, kdy se stal nezávislou Malgašskou republikou. Roku 1975 byl změněn název na současný - Madagaskarská republika.
Madagaskarská republika
Po mírovém desetiletí profrancouzské vlády byla nedávná historie bouřlivá. V roce 1975 se během revoluce dostal k moci prezident Didier Ratsiraka jako faktický diktátor, který vyznával socialistickou protizápadní politiku. Jeho vláda znárodnila mnoho obchodů v zemi včetně těch, které vlastnili cizinci. V roce 1991 ho stávky a demonstrace přinutily přijmout demokratičtější ústavu a volby v roce 1993 přivedly k moci novou vládu v čele s prezidentem Albertem Zafym. Od roku 2002 do roku 2009 byl prezidentem Madagaskaru Marc Ravalomanana. 16. března 2009 obsadila armáda prezidentský palác a převzala moc, kterou následně předala opozičnímu vůdci Andrymu Rajoelinovi. 17. března téhož roku dosavadní prezident Ravalomanana odstoupil ze své funkce a 21. března byl inaugurován nový prezident Rajoelina.

## Státní symboly

### Vlajka
Madagaskarská vlajka je tvořena listem o poměru stran 2:3 s bílým svislým pruhem u žerdi (zabírá třetinu délky vlajky) a dvěma vodorovnými pruhy v červené a zelené barvě.

### Hymna
Madagaskarská hymna je píseň Ry Tanindrazanay Malala ô (česky Ó, milovaná země předků). Hudbu složil učitel hudby Norbert Raharisoa, slova napsal kněz Pasteur Rahajason.

## Geografie

### Původ ostrova, hory a řeky
Madagaskar představoval před 170 miliony lety vnitrozemské území superkontinentu Gondwana. Při rozpadu Gondwany se nejprve společně s Indií oddělil od pevniny tvořené Afrikou a Jižní Amerikou a následně i od Austrálie a Antarktidy. Indický subkontinent se pohyboval směrem severně a před asi 88 miliony lety v období pozdní křídy se z něj odtrhl Madagaskar. Jeho povrch tvoří náhorní plošina zvolna se sklánějící k západu a příkře spadající na východ k rovnému úzkému pruhu pobřežní nížiny. Na severu ostrova se vypíná vulkanický masiv Tsaratanana nebo Maromokotro (nejvyšší bod státu, 2 876 m n. m.). Pozůstatkem dřívější sopečné činnosti jsou dnešní kráterová jezírka a horká vřídla. Ve středu ostrova vystupuje pohoří Ankaratra, které má nejvyšší vrchol Tsiafajavena (2 643 m n. m.). Na jihovýchodě leží masiv Andringitra nebo Pic Boby (2 658 m n. m.) a na jihozápadě masiv Isalo s národním parkem.
Ostrov se vyznačuje hustou říční sítí. Největšími řekami jsou Betsiboka, Mahavavy, Bemarivo, Maevarano, Sofia, Mahajamba, Ikopa, Mangoky, Onilahy a na východě Mangoro. Umělým spojením lagun na východě vznikla pobřežní vodní cesta Canal des Pangalane. Největšími jezery jsou Tsimanampetsotsa, Ihotry, Bemamba, Kinkony a Alaotra.

### Rozloha
Madagaskar má rozlohu 587 295 km², z čehož více než 99,9 % (587 041 km²) zabírá hlavní ostrov, což jej činí po Grónsku, Nové Guineji a Borneu čtvrtým největším ostrovem na světě. Je 7,5× větší než Česká republika a téměř stejně velký jako Ukrajina. Z Afriky zabírá 1,9 % rozlohy. Ostrov je protáhlý v jihojihozápadně-severoseverovýchodním směru, je dlouhý asi 1 600 km a v nejširším místě měří asi 560 km. Pobřeží je dlouhé 4 828 km a je poměrně málo členité (nejvíce na severozápadě).
Stát Madagaskar si za základní linií nárokuje tato mořská území:
- pobřežní moře – 12 námořních mil (22,2 km)
- přilehlá zóna – 24 námořních mil (44,4 km) od základní linie
- výlučná ekonomická zóna – 200 námořních mil (370,4 km) od základní linie
- kontinentální šelf – 200 námořních mil (370,4 km)[11]

### Podnebí
Klima ostrova je tropické, ovlivňované východními pasáty. Nejvíce srážek přes 3 000 mm spadne ročně na návětrném východním pobřeží, ve srážkovém stínu na západě a jihozápadě ostrova spadne nejméně 500 mm srážek. Poloostrovu Masoala se dokonce říká „nočník Madagaskaru“, protože na něm spadne 4 000–6 000 mm srážek ročně. Západ je sušší: 500–1 000 mm srážek ročně. Roční teploty na Madagaskaru se pohybují v rozmezí od 20 °C v chladnějším období po 27 °C v období teplejším.

## Příroda a ekologie
Informace o jednotlivých madagaskarských ekoregionech naleznete v článku Ekoregiony Madagaskaru.

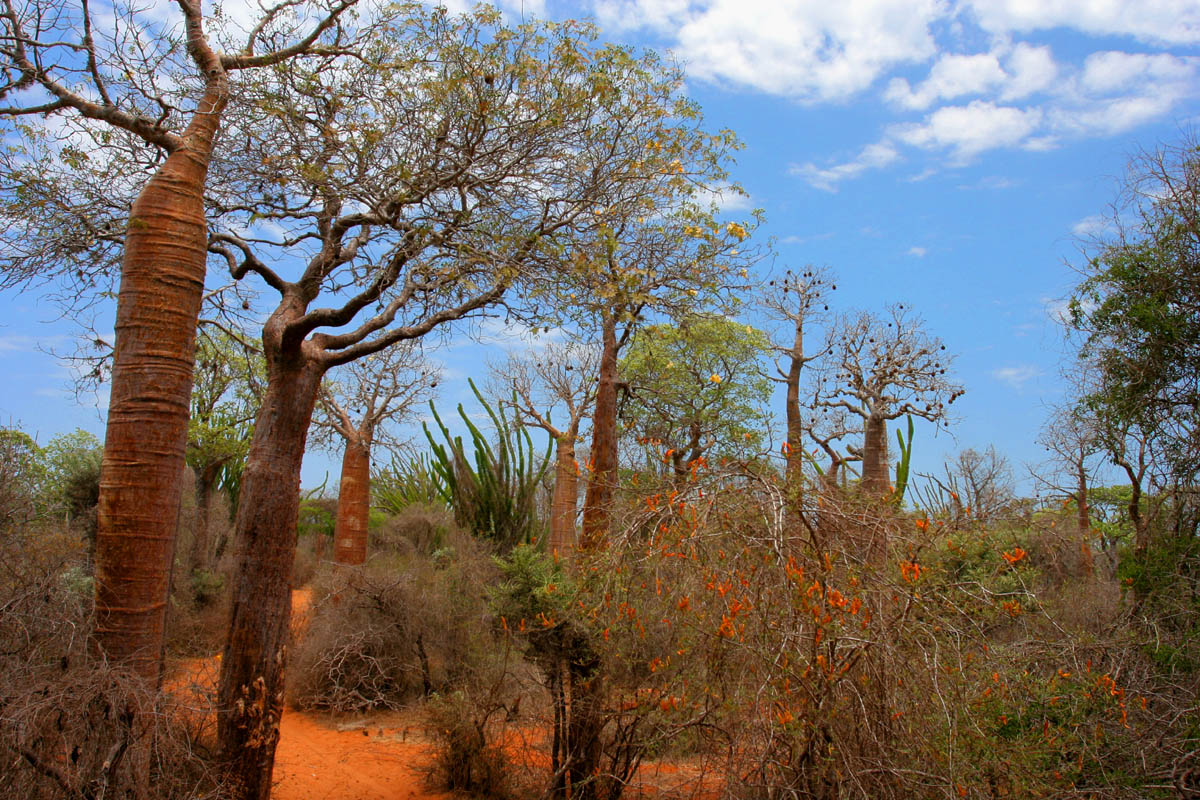
V suché oblasti na jihozápadě ostrova vyrůstá ostnatý les se stromy zvanými baobab

### Flóra
Rostlinná společenstva na Madagaskaru jsou různorodá a to díky různé nadmořské výšce. V nejvyšších horách jsou horské louky, níž tropické deštné pralesy, které čelí lidské těžbě a vypadá to, že brzy budou zcela zničeny. Místo původních opadavých lesů zde najdeme bambusové křoviny. Na jihozápadě, kde je extra suché podnebí (350 mm srážek ročně), se nacházejí trnité buše nebo savany. Degradovaným travnatým porostům se říká badland. Najdeme zde však i mangrovové porosty.
Madagaskar se zvláště vyznačuje výskytem sedmi druhů stromů zvaných baobab (Adansonia L.), což jsou opadavé stromy s nápadně tlustými kmeny a s dlanitě složenými listy, rostoucí v suchých oblastech. Nejrozšířenější jsou druhy baobab Grandidiérův (jihozápadní Madagaskar) a baobab prstnatý (zavlečený z tropické Afriky).

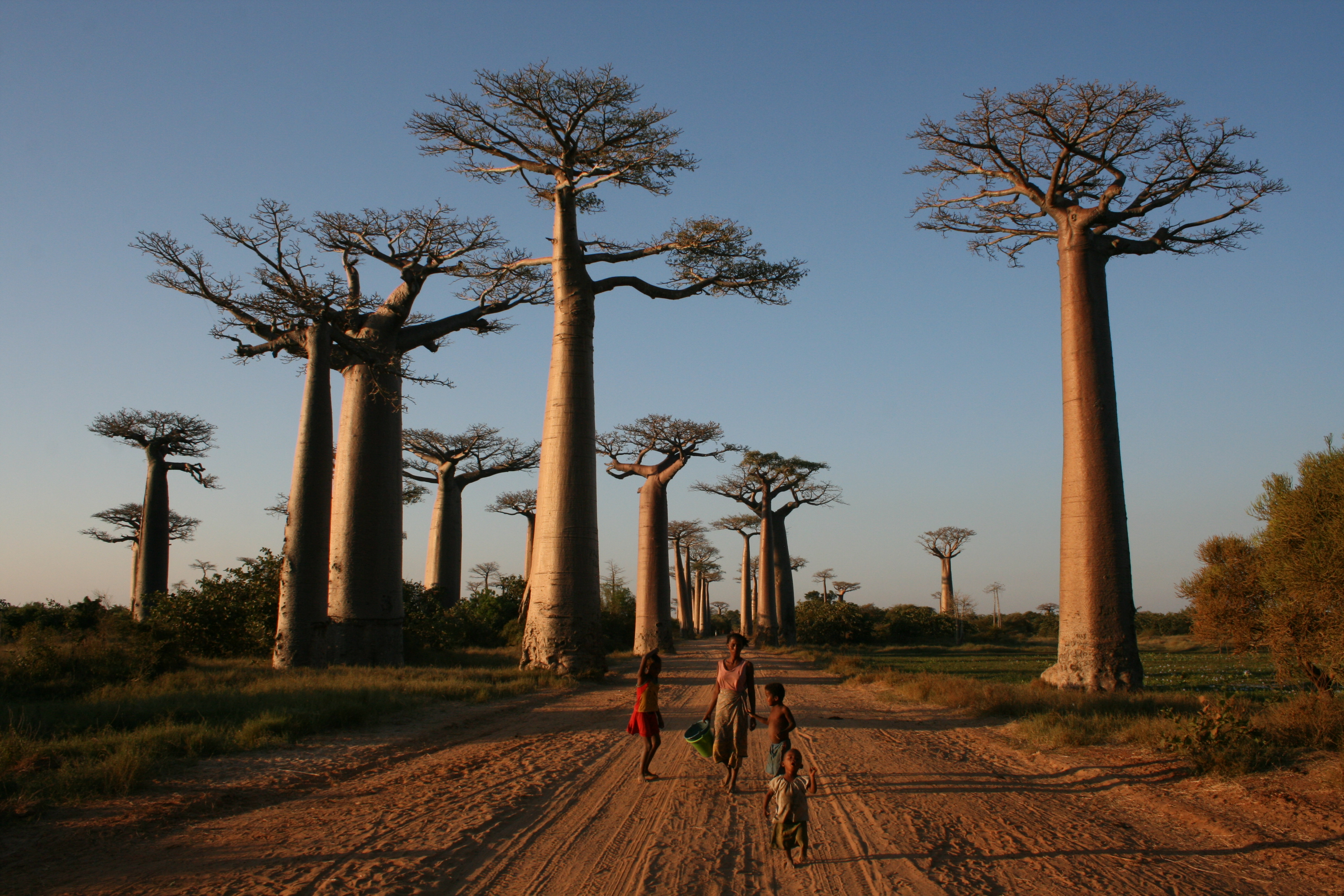
Baobabová alej s chodci

V regionu Menabe se nachází turistická atrakce, která se nazývá baobabová alej (francouzsky Allée des baobabs, anglicky Avenue of the Baobabs). Jedná se o skupinu zhruba 40–50 stromů druhu Adansonia grandidieri na 260 metrů dlouhé nezpevněné cestě, které jsou staré až 800 let a narostly do výšky kolem 30 metrů.

### Fauna
Kvůli dlouhé izolaci od okolních pevninských bloků (asi 130 mil. let) se na Madagaskaru vyskytuje velké množství organismů, které jsou vázány pouze na tento ostrov. Jsou to například lemuři, kterých zde žije na 20 druhů. Jiné druhy zde však chybí, například dravé šelmy. Výjimkou je fosa madagaskarská.
Po osídlení člověkem se začala krajina měnit, ubylo postupně mnoho unikátních živočichů, vyhuben byl např. i lemur druhu Megaladapis, který byl dle kosterních pozůstatků velký jako osel a vážil 85 kg. Po příchodu člověka došlo také k vymření obřích nelétavých ptáků Aepyornis. Druhy, které na Madagaskaru přežily, označujeme za živoucí fosilie, všude jinde již dávno v nelítostné konkurenci podlehly mladším, modernějším, zde však nepoznaly žádnou konkurenci.

### Ochrana přírody
Madagaskar byl mezi prvními zeměmi světa, které začaly budovat systém chráněných území. První vznikly již v roce 1927. Bylo jich osm a pokrývaly plochu 284 919 ha. Dnešní síť zahrnuje 50 chráněných území, které pokrývají plochu 1 698 640 ha.[kdy?] Skupina chráněných území na západě ostrova je součástí světového dědictví UNESCO pod souhrnným názvem „Suché lesy Andrefana“, stejně jako několik chráněných území na východě ostrova v rámci položky „Deštné lesy Atsinanana“.

### Odlesňování
Odlesňování způsobuje především prudký nárůst populace Madagaskaru a s tím související hlad po zemědělské půdě. Významná je také komerční těžba dřeva, při které bylo od roku 1990 odlesněn až 1 milion ha ploch, například porosty palisandru, který se používá pro výrobu nábytku.

## Obyvatelstvo

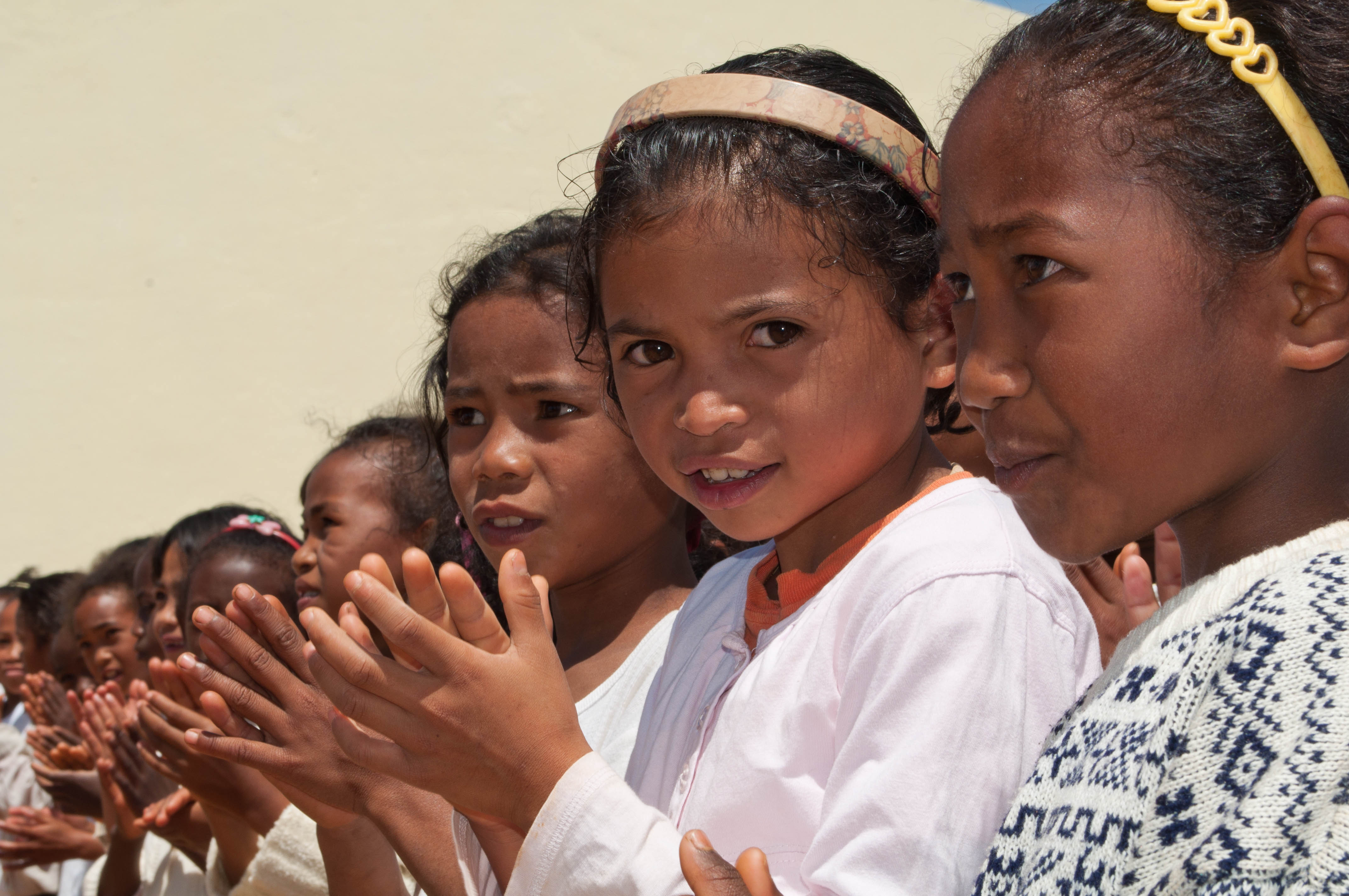
Malgašské dívky

| O kmenu národním malgašském (jak se sám zve) nelze arci tvrdit, že by nebyl povstal smíšením afrikánské a snad i arabské krve s malgašskou, dle povahy přírodní jak dle řeči hlavně, náboženství a mravů. Hlavně v prvním ohledu liší se černější plémě s vlnatým vlasem dosti od olívobarevného s dlouhým vlasem. Kmen malgašský dělí se na více národů, z nichž Hovové panují, Sakalávové, Becileové, Betanimenové a Becimisarakové podmaněni jsou. (Zeměpis, 1857) |
| |

| 1950 | 4,2 |
| 2000 | 16  |
| 2015 | 24  |

V roce 2017 byl počet obyvatel odhadován na 25,57 milionu a Madagaskar tak byl 15. nejlidnatější zemí v Africe. Vzhledem k rozloze je hustota zalidnění asi 44 obyvatel na km².

### Jazyk
Podle ústavy z roku 1998 byla oficiálním jazykem pouze malgaština.  Podle ústavy z roku 2010 jsou úředními jazyky Madagaskaru malgaština a francouzština.

### Náboženství
Nejrozšířenějším náboženstvím je křesťanství, ke kterému se hlásí 49,5 % obyvatel (protestanti 22,7 %, římští katolíci 20,3 %) a animistická náboženství 48 %. 

Jen okrajově je zastoupen islám (1,9 %) a ostatní náboženství (0,6 %). 

Podle sčítání lidu z roku 2020 je náboženská příslušnost na Madagaskaru následující: křesťané 58,09 % (z toho katoličtí křesťané 25,25 %, protestantské církve 30,88 %, zbytek rozličné menší církve), tradiční lokální náboženství 39,22 % (ve srovnání s celou Afrikou nezvykle vysoké číslo), muslimové 2,12 %, další náboženství (hinduismus, bahá´í 0,09 % 

buddhismus, bez vyznání) – nízké desetiny či setiny procenta. Tradičních lokálních náboženství a kultů je nespočet, například tradiční kult, jehož zasvěcenci provozují své obřady u statných starých baobabů nebo přímo v jejich kmenech. Duté kmeny obřích baobabů bývají využívány jako obřadní prostor, kam by neměl vstupovat nikdo jiný než zasvěcenec. V okolí takových stromů se nacházejí kultické sošky, zvláštní – často nepostřehnutelné – symboly zavěšené na větvích a někdy také symbol varující procházejícího, aby neznesvětil kulticky významné místo. Pro jistý středomalagašský kult je baobab posvátný podobně významně jako kráva pro indické hinduisty (z celkově devíti světových druhů baobabů je šest druhů původně z Madagaskaru). Zcela zvláštní úctu přiznávají lidé na Madagaskaru tzv. milujícím se baobabům, což jsou dva u sebe rostoucí baobaby vzájemně se obrůstající. Věří se v jejich magické účinky, jsou posvátné. Lidé k nim chodí, aby do svých životů přivolali štěstí a lásku. U milujících se baobabů může cestovatel nalézt nejrůznější dary, obětní pokrmy, alkohol nebo také peníze.

## Správní členění

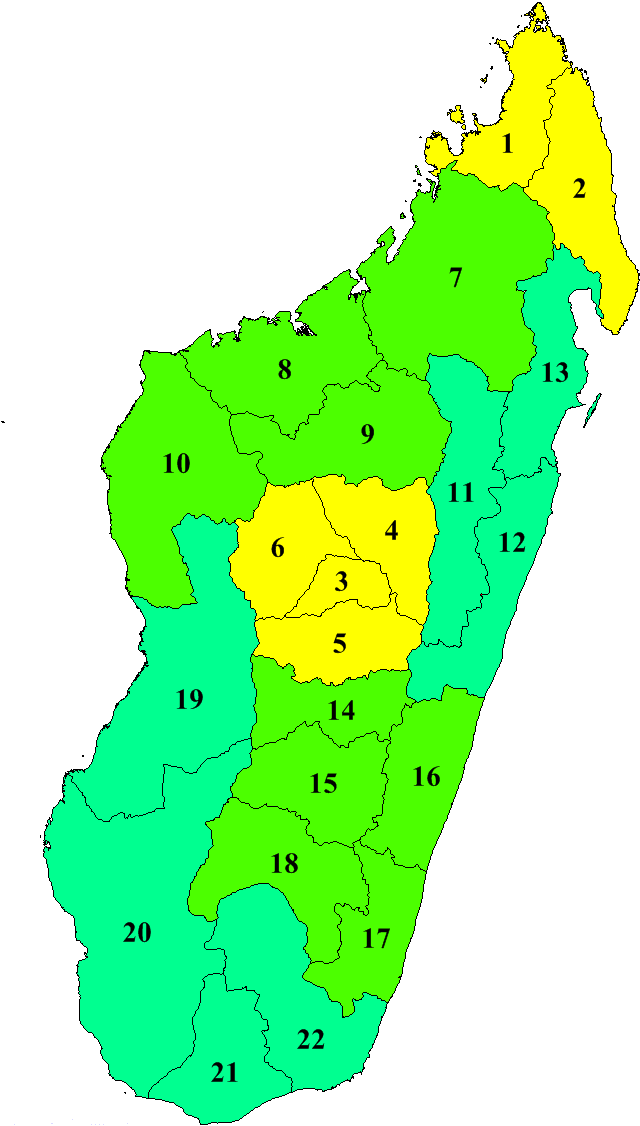
22 regionů Madagaskaru

Madagaskar se dělí na 22 krajů (faritra). Kraje se dále dělí na 116 okresů, 1548 obcí a 16 969 fokontan. Významná města mají zvláštní statut jako „commune urbane“ na stejné úrovni jako okresy.
1. Diana
2. Sava
3. Itasy
4. Analamanga
5. Vakinankaratra
6. Bongolava
7. Sofia
8. Boeny
9. Betsiboka
10. Melaky
11. Alaotra Mangoro
12. Atsinanana
13. Analanjirofo
14. Amoron'i Mania
15. Matsiatra Ambony
16. Vatovavy-Fitovinany
17. Atsimo-Atsinanana
18. Ihorombe
19. Menabe
20. Atsimo-Andrefana
21. Androy
22. Anosy

## Hospodářství

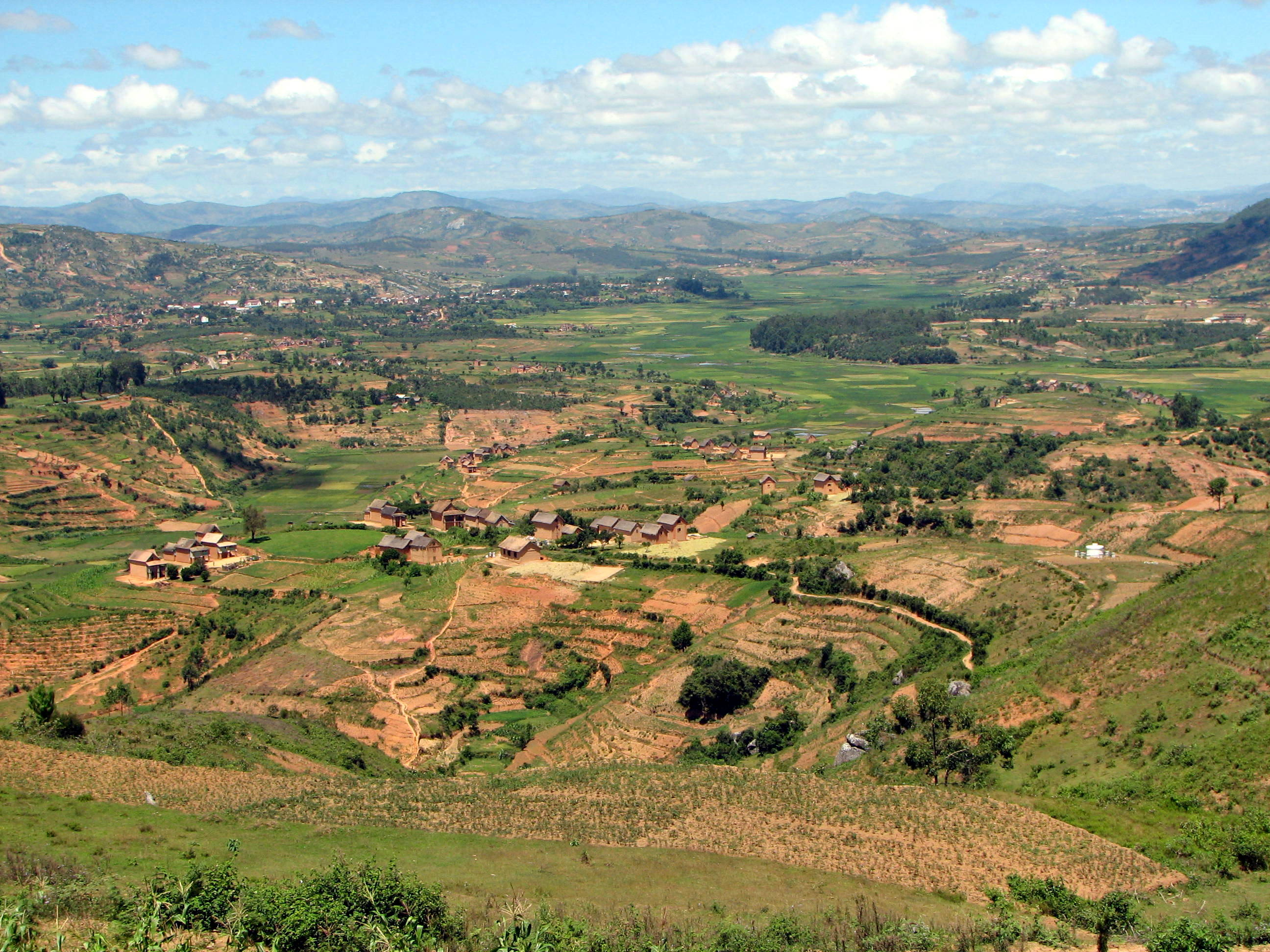
Zemědělská krajina na centrální vysočině

Madagaskar je rozvojový zemědělský stát. Většina obyvatel je závislá na zemědělství, ačkoli pouhých 5 % půdy lze obdělávat. Má na svou velkou rozlohu poměrně malá naleziště nerostných surovin a nízkou výrobu elektrické energie. Dobývá se zde chrom, zlato, grafit, sůl, slída, polodrahokamy a drahokamy. Těží se a vyváží dřevo.
V zemědělství se sklízí rýže, kukuřice, maniok, cukrová třtina, batáty, lilek brambor, bavlna, sisal, kokosový ořech, mango, ananasy, pomeranče, banány, pepř, vanilka, hřebíček a káva.
Živočišná výroba je orientována na chov skotu, prasat, ovcí, koz a drůbeže. Je zde významný rybolov. Silniční a železniční síť je řídká.

## Horolezectví
Madagaskar je díky žulovým masivům oblasti Andringitra – Tsaranoro, Karambony a dalším populární arénou bigwallových horolezeckých výstupů. Do historie horolezectví se zde zapsali také čeští horolezci Ondřej Beneš a Tomáš Sobotka prvovýstupem na nejvyšší horu oblasti Tsaranoro Be vedeným v ideální přímé linii s názvem Shortcut v roce 2006, v roce 2010 pak Adam Ondra prvním volným výstupem cesty Tough enough na Karambony.